# آرمکو (آرکانزاس و میزوری)
آرمکو (به انگلیسی: Arkmo) یک منطقهٔ مسکونی در ایالات متحده آمریکا است که در میزوری واقع شده‌است. آرمکو ۷۴٫۰۷ متر بالاتر از سطح دریا واقع شده‌است.